# Claptone
Claptone este un DJ și producător german din sfera genurilor house și tech house. El este recunoscut după măștile aurii în stilul doctorilor de ciumă, care servesc la intrigă publicului, precum și la păstrarea ascunsă a identității sale. S-a crezut pe scară largă că proiectul Claptone este format dintr-o singură persoană, dar după ce publicul a observat că Claptone performa adesea în trei locații deodată, a început să se răspândească zvonul că Claptone ar fi format din trei persoane. Claptone a performat în locații emblematice, inclusiv Hï Ibiza (fostul Space), Pacha și Tomorrowland.

## Viața și cariera

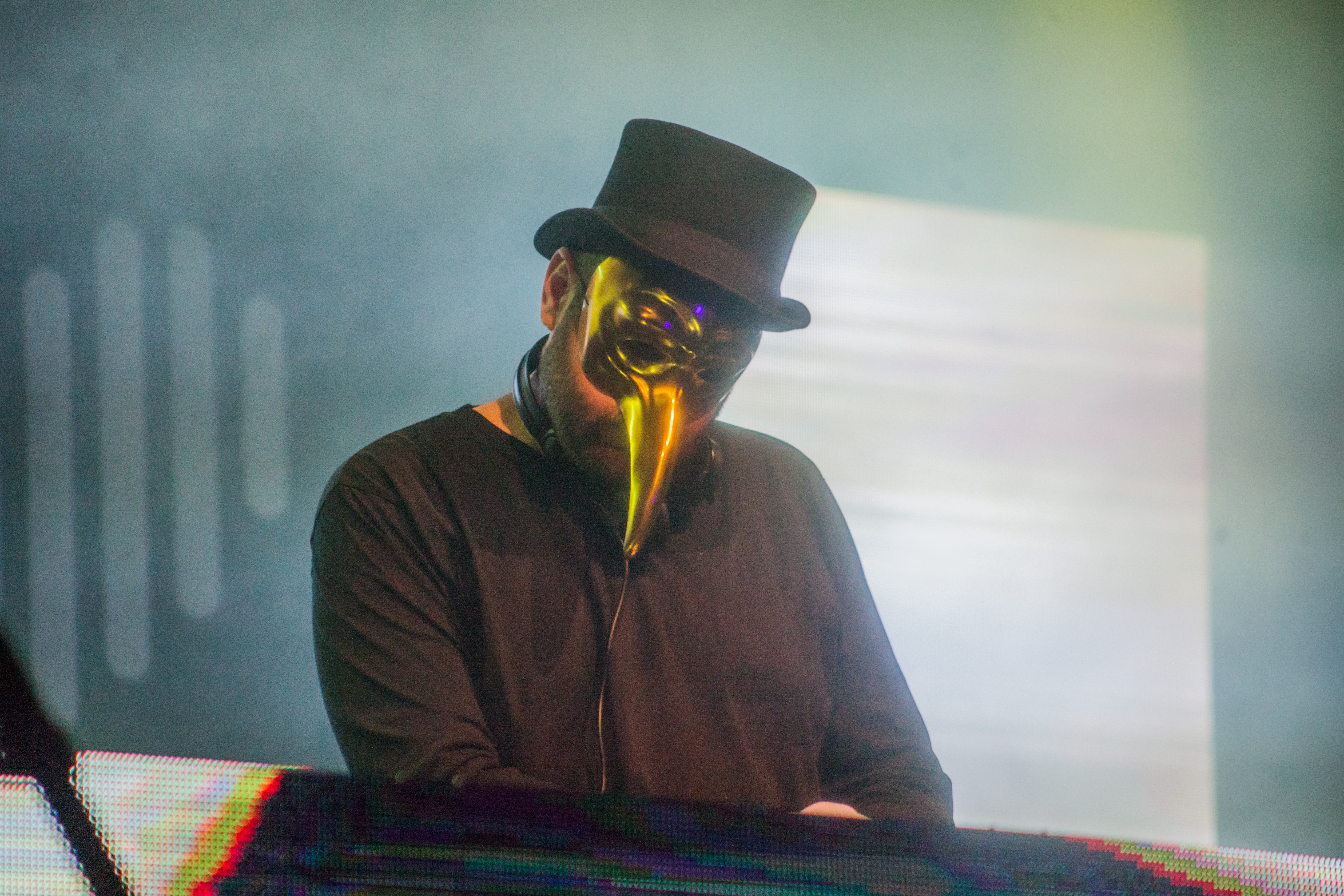
Claptone la festivalul Beats for Love din 2019

Claptone a câștigat notorietate în 2013 cu piesa „No Eyes”, în featuring JAW, de la grupul electronic dOP. A lansat albumele Charmer în 2015 la Different Recordings și The Masquerade Mixes în 2017.
În 2015, Mixmag l-a descris pe Claptone drept „unul dintre cele mai vizibile personaje din scena globală deep house”, iar muzica sa este „produsă clar și este contagioasă fără efort”. A colaborat cu o serie de trupe și compozitori indie. Charmer a inclus vocile lui Peter Bjorn and John, JAW, Jay-Jay Johanson și Nathan Nicholson de la Boxer Rebellion, printre alții. Mixmag nota că remixul lui Claptone la piesa Liquid Spirit al lui Gregory Porter de pe albumul omonim „a devenit un bestseller pe Beatport și una dintre cele mai mari melodii ale anului” (2015).
În aprilie 2016, Claptone a performat ca Claptone IMMORTAL, reprezentație a 2 DJ. Claptone a interpretat de atunci o versiune europeană și o versiune americană a spectacolului; personajul Tommorowland fiind drastic diferit de versiunea LA .
Potrivit revistei online de jazz The Jazz Line, remixul Claptone a fost parțial responsabil pentru succesul albumului lui Porter. Albumul a obținut discul de aur în Marea Britanie după ce remixul Claptone a debutat la Essential Mix de la BBC Radio 1 și apoi a ajuns pe primul loc în topul Beatport, determinând iubitorii de muzică dance să caute piesa originală a lui Porter.
Ținuta obișnuită a lui Claptone include o mască aurie cu cioc, asemănătoare doctorilor ciumei și mănuși albe, astfel că identitatea lui rămâne un mister. Se știu puține despre trecutul lui Claptone în afară de faptul că proiectul își are originea în Berlin. Potrivit site-ului web Warp.la, proiectul este, de fapt, format din două persoane, care uneori performează împreună.

## Discografie

### Albume
- Charmer (2015)
- The Masquerade (2016)
- Fantast (2018)
- Closer (2021)[4]

## Link-uri externe
- Claptone pe Discogs
- Website